# Киев (компьютер)
«Ки́ев» — советская цифровая электронная вычислительная машина. Начала работать в 1956 г. и полностью завершена в 1958 г. в вычислительном центре АН УССР.

## Разработка и эксплуатация

Наладка ЭВМ «Киев»

Разработка ЭВМ «Киев» началась в 1954 году, в той же лаборатории, где под руководством С. А. Лебедева была создана ЭВМ «МЭСМ» (лаборатория к этому времени перешла в состав Института математики АН УССР); разработку выполнял почти тот же коллектив. Непосредственным инициатором разработки был Б. В. Гнеденко, в то время — директор Института математики АН УССР. На заключительных этапах, (с 1956 года, после его назначения руководителем лаборатории), руководство проектом осуществлялось В. М. Глушковым.
Система команд ЭВМ «Киев» включала уникальную групповую операцию над адресами: n-кратное применение операции разыменования указателя (Dereference operator), которая позволяла существенно ускорить работу с абстрактными типами данных. Например, доступ к произвольному элементу списка осуществлялся выполнением  групповых операций модификации адресов. Непрямая адресация высших рангов (манипулирование указателями) Адресного программирования (1955 г.) была аппаратно реализована в ЭВМ «Киев», в то время как указатели в западных языках программирования появились только в 1964 г. .
Первый экземпляр ЭВМ был установлен в Вычислительном центре Академии наук УССР, второй — в Объединённом центре ядерных исследований в Дубне.
В 1960 году с помощью ЭВМ «Киев» проводились эксперименты по дистанционному управлению технологическими процессами (в конвертерном цеху Днепродзержинского металлургического комбината, расстояние от которого до места расположения машины превышало 500 км.).
В конце 1950-х — начале 1960-х годов на ЭВМ «Киев» под руководством В. М. Глушкова была выполнена серия уникальных в то время экспериментов по искусственному интеллекту, машинного распознавания простых геометрических фигур, моделирование автоматов для распознавания печатных и письменных букв, автоматическому синтезу функциональных схем. Также на этой машине на Адресном языке программирования была реализована одна из первых систем управления базами данных реляционного типа «Автодиректор».

## Технические характеристики
- Элементная база: 2 300 вакуумных электронных ламп, 10 000 точечных германиевых диодов типа Д1-Д, 5000 импульсных трансформаторов на сердечниках типа "Оксифер 1000"[4][5];
- ОЗУ — на ферритовых сердечниках, объёмом 1024 кода, цикл обращения к ОЗУ — 10 мс;
- ПЗУ — феррит-трансформаторного типа, с циклом обращения 7 мс, объёмом 512 кодов — предназначено для хранения сменных программ; внешнее ЗУ на магнитных барабанах, общей ёмкостью 6000 кодов (по другим данным 9000 кодов), возможность подключения ПЗУ на магнитной ленте;[5]
- Структура команд: трёхадресная, 41-разрядная (41-й разряд - знаковый)[4]
- Представление чисел: с фиксированной запятой перед старшим разрядом[4][5]
- Длина слова: 41 бит
- Быстродействие: до 15 тыс. оп/с
- Программное обеспечение: адресный язык программирования (первая версия 1955 г.) и стандартные библиотеки программ, включая элементарные функции
- Устройства ввода/вывода: магнитные барабаны, ввода/вывода с перфокарт и перфолент, ввод изображений с бумажного носителя, фотоплёнки и фотопластины, вывод изображений на бумагу и засветка фотопластин.

В архитектуре ЭВМ «Киев» были применены новаторские на то время принципы. В частности, в машине был реализован асинхронный принцип передачи управления между функциональными блоками, ферритовая оперативная память, внешняя память на магнитных барабанах, ввод и вывод чисел в десятичной системе счисления, пассивное запоминающее устройство с набором констант и подпрограмм элементарных функций, развитая система операций, в частности групповые операции с модификацией адреса для повышения эффективности обработки сложных структур - деревобразных форматов, которым подобны абстрактные типы данных.